# Orkney

Flagge von Orkney

Orkney (englisch Orkney Islands [ˌɔːknɪˈaɪləndz]; dt. veraltet auch Orkaden; weiterhin gebrauchtes Adjektiv: orkadisch) ist ein aus der Hauptinsel Mainland und etwa 70 kleineren Inseln bestehender, zu Schottland gehörender Archipel. Er liegt nördlich von Caithness in Sichtweite der schottischen Nordküste, von ihr durch den Pentland Firth getrennt.

## Namen
Die Entstehung des Namens Orkney ist unbekannt. S. Tomany geht davon aus, dass im lateinischen Namen orcades das keltische Wort ork „junger Eber“ steckt, möglicherweise ein Stammesname. Die norwegischen Eroberer hätten eine lautliche Verwandtschaft mit dem Wort orkn „Seehund“ zum Anlass genommen, die Inselgruppe Orkn-eyjar zu nennen, also „Seehundsinseln“.
Im 8. und 9. Jahrhundert n. Chr. verdrängten die norwegischen die ursprünglichen piktischen Ortsnamen praktisch vollständig. Es gibt über 10.000 Ortsnamen, von denen die meisten Derivate oder Verfälschungen eines altnordischen Namens sind. Diese Wörter wurden mit wenigen Wörtern keltischen Ursprungs und einer Handvoll späterer schottischer Importe vermischt.

## Verwaltungsgliederung

### Community Council Areas
Im Juli 2012 gab es 20 Community Council Areas auf den Orkneyinseln. Die mit einem Stern gekennzeichneten haben aktive Community Councils.
1. Birsay*
2. Eday*
3. Evie and Rendall*
4. Firth and Stenness*
5. Flotta*
6. Graemsay, Hoy and Walls*
7. Harray and Sandwick*
8. Holm*
9. Kirkwall and St Ola*
10. North Ronaldsay*
11. Orphir*
12. Papa Westray*
13. Rousay, Egilsay, Wyre & Gairsay*
14. Sanday *
15. Shapinsay*
16. South Ronaldsay and Burray*
17. St Andrews and Deerness*
18. Stromness*
19. Stronsay*
20. Westray*

### Civil Parishes
| 1. Birsay and Harray 2. Cross and Burness 3. Eday 4. Evie and Rendall 5. Firth 6. Holm 7. Hoy and Graemsay 8. Kirkwall and St Ola 9. Lady 10. Orphir 11. Papa Westray 12. Rousay and Egilsay 13. Sandwick 14. Shapinsay 15. South Ronaldsay 16. St Andrews and Deerness 17. Stenness 18. Stromness 19. Stronsay 20. Walls and Flotta 21. Westray | Birsay and Harray Cross and Burness Eday Evie and Rendall Firth Holm Hoy and Graemsay Kirkwall and St Ola Lady Orphir Papa Westray Rousay and Egilsay Sand wick Shapinsay South Ronaldsay St Andrews and Deerness Stenness Strom ness Stronsay Walls and Flotta Westray |  |

## Die Inseln

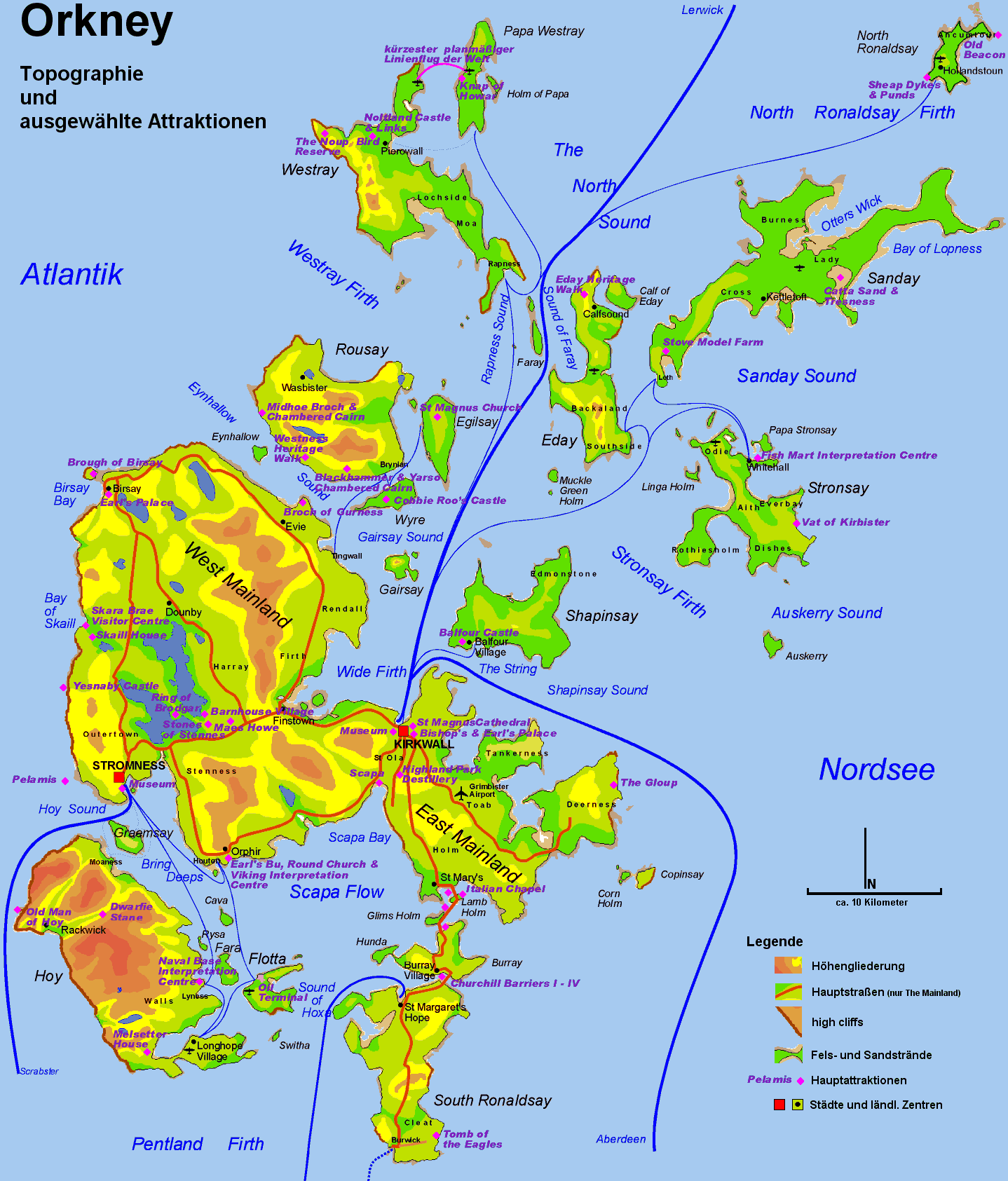
Übersicht von Orkney

Der Archipel verteilt sich über ein Gebiet von knapp 50 km Ost-West und 85 km Nord-Süd, zwischen dem 58. und 59. Grad nördlicher Breite. Das entspricht der geografischen Höhe von Tallinn und Stavanger (Norwegen). Von den 990 km² Fläche entfällt mit 492 km² ziemlich exakt die Hälfte auf die Hauptinsel The Mainland.
Alle wichtigen Inseln außer Mainland haben Namen mit dem Suffix „ay“, das sich aus dem altnordischen Wort für „Insel“ ableitet (der erste Teil des deutschen Wortes Eiland ist auch damit verwandt).
Der holozäne Meeresspiegelanstieg veränderte die Fläche der Orkneys. Er erreichte seine gegenwärtige Position vor etwa 4000 Jahren.
Liste der Inseln

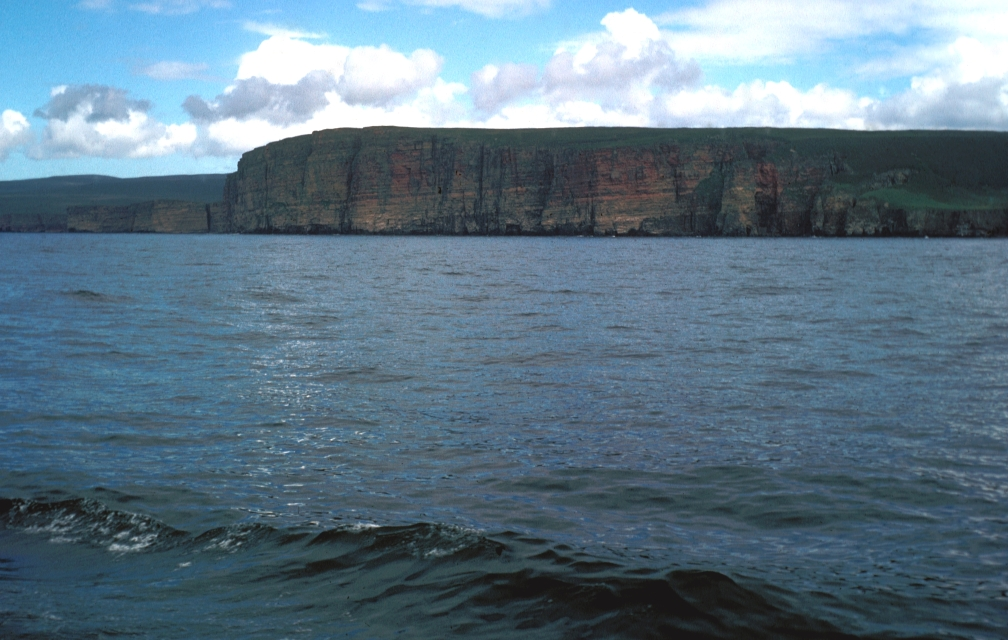
Die Orkney vom Pentland Firth aus

Aufgelistet sind die größeren unbewohnten und die meist dauerhaft oder saisonal bewohnten Inseln.
| Heutige Namen | Skarðsá annál (14. Jh.) |
| --- | --- |
| - Mainland - Die nördlich vorgelagerten Inseln - Auskerry - Calf of Eday - Damsay - Eday - Egilsay - Eynhallow - Faray - Gairsay - Helliar Holm - Holm of Faray - Holm of Grimbister - Holm of Huip - Holm of Papa - Holm of Scockness - Linga Holm - Muckle Green Holm - North Ronaldsay - Papa Stronsay - Papa Westray - Rousay - Sanday - Shapinsay - Stronsay - Sweyn Holm - Westray - Wyre - Die südlich vorgelagerten Inseln - Burray - Calf of Flotta - Cava - Copinsay - Fara - Flotta - Glims Holm - Graemsay - Hoy - Hunda - Inner Holm - Lamb Holm - Rysa Little - South Ronaldsay - South Walls - Switha - Swona - Die westlich vorgelagerten Inseln - Sule Skerry - Sule Stack - Pentland Skerries - Muckle Skerry - Little Skerry - Louther Skerry - Clettack Skerry | 1. Rinarzey 2. Sandey 3. Papey 4. Straumsey 5. Sudey 6. færey 7. Vesturey 8. Eigilzey 9. hrossey (heute Mainland) 10. Grossey 11. Eiginn helga 12. Vigur 13. Gärekzey 14. Daminzey 15. gjälpandisey 16. hinz ey 17. kolbeinzey 18. Borgarey 19. Grimsey 20. kalfaey 21. færey 22. dúnorey 23. flatey 24. Rǫgnvalldzey 25. Düney oder diney. |

## Bevölkerung
20 Inseln sind bewohnt. Papa Stronsay als Klostersiedlung (Transalpine Redemptoristen) mit beschränktem Zugang für die Öffentlichkeit, eine weitere Insel ist in den letzten Jahren saisonal bewohnt. Die wichtigsten Städte sind Kirkwall als Verwaltungsort und Drehscheibe des gesamten Verkehrs mit etwa 7000 Einwohnern und Stromness als einer der Fährhäfen vom/zum Festland mit etwa 2000 Einwohnern; beide liegen auf Mainland. Die Inseln hatten 1861 mit über 32.000 Einwohnern die höchste Bevölkerungszahl. Sie sank bis 1971 kontinuierlich (17.000) und lag im Jahre 2011 bei etwa 21.000.

## Administration
Der Verwaltungsbezirk (Unitary Authority) heißt offiziell „Orkney Islands“, wird aber auch in Gesetzen und Verlautbarungen von der schottischen Regierung oftmals verkürzt nur als „Orkney“ angesprochen. Die Orkneys bilden eine eigenständige Lord-Lieutenancy (lieutenancy area). Wichtigstes politisches Gremium ist das Orkney Islands Council mit 21 Mitgliedern, das auch Orkney Ferries besitzt und betreibt, die Fährgesellschaft, die zwischen den Orkney-Inseln verkehrt.
Amts- und Verkehrssprache auf den Inseln ist Englisch, weitverbreitete Umgangssprache ist das Orcadian, eine Variante des Insular Scots. In diesem Dialekt haben sich bis heute insbesondere im Vokabular, in der Aussprache, aber auch in der Grammatik Reste der zwischen 800 und 1700 n. Chr. verwendeten – doch im Verlauf des 18. Jahrhunderts erloschenen – skandinavischen Sprache Norn erhalten.

## Geschichte

### Vorgeschichte

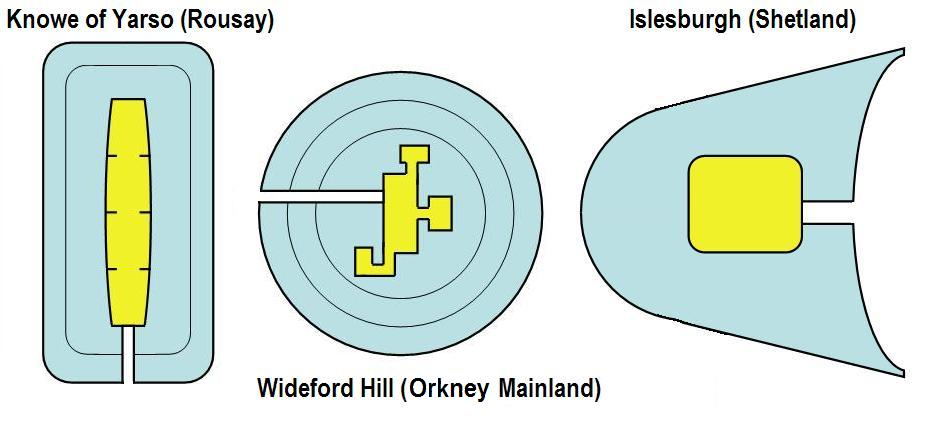
Orkadisch-shetländische Megalithanlagen
Links: idealtypischer Stalled Cairn.
Mitte: generalisierter Chambered Cairn vom Maeshowe-Typ.
Rechts: idealtypischer Heel-shaped Cairn (auch Horned Cairn), der nahezu ausschließlich auf Shetland vorkommt. Möglicherweise gehört der mit einer zu den Seiten hin spitz auslaufenden „Fassade“ versehene Isbister Cairn auf South Ronaldsay als einziges Beispiel auf den Orkneys zu den Heel-shaped Cairns.

Bis 11.500 v. Chr. lagen die Orkney-Inseln unter dem Eis der Gletscher. Wann der Pentland Firth überschwemmt wurde, so dass die Landmasse zum Archipel wurde, ist umstritten. Die Datierungen liegen zwischen 10.000 und 8000 v. Chr. Zwei Rückenmesser aus Feuerstein, die 2007 auf Stronsay gefunden wurden, könnten der früheste Beleg menschlicher Aktivität auf den Inseln sein. Die Archäologen Caroline Wickham-Jones und Torbin Ballin wiesen die 12.000 bis 10.000 Jahre alten Artefakte den Jägern und Sammlern der Ahrensburger Kultur zu.
Um 5900 v. Chr. bedeckten Farne, Gras und Haselsträucher den Archipel. Die Mittelsteinzeit ist durch Mikrolithen der Narrow-Blade-Tradition (schmale Klingen) und Haselnussschalen von Longhowe auf Tankerness belegt, die auf 6740 ± 80 Jahre v. Chr. datiert sind. Ein Pollendiagramm aus Quoyloo (Mainland) mit Holzkohleablagerungen belegt eine Rodungsepisode um 6500 v. Chr.

#### Neolithikum
Etwa um 3900 v. Chr. begann das Neolithikum auf den Inseln. Die älteste Keramik, die sich auch im nordwestlichen Schottland findet, ist die Unstan Ware (benannt nach einer Megalithanlage auf Mainland). Aus dieser Zeit stammt die Siedlung Knap of Howar und die spezifische Form der megalithischen Stalled cairns, die zum Orkney-Cromarty-Typ der Passage Tombs gehören. Die 58 Stalled Cairns sind auf allen großen und einigen der kleinen Inseln (Faray, Swona, Eday, Helliar, Papa Westray) vertreten. Allein Rousay beherbergt noch 15 Anlagen und damit mehr als Mainland (10). Die jüngeren Ganggräber des Maes-Howe-Types mit kreuzförmigen Kammern finden sich auf Eday (1), Egilsay (1), Mainland (5), Sanday (2), South Ronaldsay (2), Westray (1) und Papa Westray (1). Die Unstan Ware wird um 3300 v. Chr. durch die Grooved Ware (geriefte Ware) des Rinyo-Untertyps abgelöst, die sich zum Beispiel in Skara Brae, Rinyo, Barnhouse und an der Einfriedung bei Sandwick fand.
Außer Megalithanlagen wie Blackhammer, Cuween Hill, Isbister Cairn – „Tomb of the Eagle“, Knowe of Yarso, Maes Howe, Midhowe Cairn, Quoyness, Taversoe Tuick, Unstan Cairn und Wideford Hill Cairn sind Steinkreise und Henges (wie der Ring of Brodgar) bekannt. Die Felskammern von Crantit Cairn (gemauert) und der Dwarfie Stane (gepickt) sind baulich ebenso einmalige Anlagen wie der Cairn auf dem Head of Work. Die Siedlung Smerquoy bei St Ola auf Mainland wurde 2013 ausgegraben und auf 3200 v. Chr. datiert. Funde der Glockenbecherkultur stammen von etwa 2000 v. Chr. aus der Sand Fiold cist. Die Orkney cists sind nur bedingt vergleichbar mit den kontinentalen Steinkisten; ähnlich sind allenfalls die kleinen Steinkisten der Uckermark, wobei die Steinkisten der Inseln im Durchschnitt deutlich kleiner sind, meist nicht breiter als 0,6 m und nicht länger als 1,0 m. Sand Fiold ist mit den Maßen von 1,6 × 1,0 × 1,0 m eine der größten. Zugleich zählt sie zu den wenigen freistehenden Exemplaren. Sie wurde in einer etwa 3,0 × 3,2 m messenden, künstlich angelegten Felsgrube errichtet und wiederholt genutzt. Aus anderen Steinkisten ist Goldschmuck belegt.

#### Bronzezeit
Zwischen 1000 und 400 v. Chr. entstanden die Burnt Mounds (ancient cooking place), von denen über 200 bekannt sind. Es handelt sich um Haufen verbrannter Steine, die immer in der Nähe von Süßwasser liegen und einen Durchmesser von bis zu 30 m haben können. Ausgegraben wurde der Liddle Burnt Mound auf South Ronaldsay.
Zwischen 2500 und 700 v. Chr. sind (eventuell durch einen Klimaeinbruch bedingt) keinerlei bauliche Spuren feststellbar.

#### Eisenzeit
Die Eisenzeit, die zur Periode der Brochs wurde (Gurness, Midhowe, Birsay, Borwick, Bu, Windwick etc.), begann um 700 v. Chr. Die Rundhäuser von Pierowall und Quanterness entstanden ebenfalls in dieser Periode. Souterrains oder Earth houses sind auch aus anderen Teilen der Britischen Inseln und der Bretagne bekannt. Sie stammen aus dem ersten vorchristlichen Jahrtausend. Die Anlagen Crantit, Grain Earth House (bei Kirkwall) und Rennibister (alle auf Mainland) können aber nicht genau datiert werden.

### Altertum

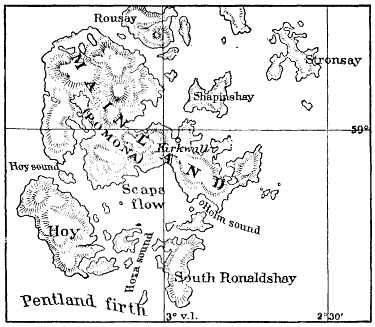
Teilkarte der Orkneys: Bereich um Scapa Flow

- Um 325 v. Chr. soll der Grieche Pytheas auf seiner Erkundungsreise das „Cape Orcas“ besucht haben, das gewöhnlich mit den Orkneys gleichgesetzt wird. Er beschreibt die Einwohner als Pretani.
- Nach Tacitus (Agricola) sandte der römische Statthalter im Jahre 83 n. Chr. eine Flotte zur Erkundung der Inseln.
- Claudius Ptolemäus nennt die Inseln in seinen Geographika Orcades.
- Eine Missionsreise zu den Inseln durch Cormac soll um 580 n. Chr. stattgefunden haben.
- Man geht davon aus, dass die Bewohner vor der Landnahme durch die Wikinger (siehe unten) Pikten waren. Der Piktenkönig Bridei mac Bili und seine Flotte zerstörten 682 die wachsende Seemacht der Inseln. Nennius berichtet noch nach 900, dass die Pikten zu dieser Zeit dort lebten.[9] bevor sie den Wikingern wichen.

### Wikingerzeit
Die neuzeitlichen Bewohner stammen teilweise von Norwegern ab. Nach Snorris Heimskringla soll deren König Harald I. (Schönhaar) die Inseln im Jahre 876 Røgnvald I. Eysteinsson aus Møre in Norwegen überlassen und ihn zum Jarl eingesetzt haben, nachdem die Inseln bereits Jahrzehnte in Wikingerhand waren. Archäologisch gibt es keine entsprechend frühen Funde. Möglicherweise war der in der Heimskringla erwähnte Sigurd der Mächtige erster norwegischer Jarl auf den Inseln. Selbst von Erik Blutaxt wird nur berichtet, dass er auf den Orkneys und Hebriden umherzog. Wann die Norweger tatsächlich auf den Orkneys Fuß fassten, ist unbekannt. Eine der Hauptquellen ist die Orkneyinga saga, wenn auch nicht unbedingt für Personen und Ereignisse aus dieser Zeit, aber jedenfalls für die Sicht des 13. Jahrhunderts in Norwegen. Eine frühere Version wurde wohl um 1200 verfasst, die erhaltene Version stammt aus der Mitte des 13. Jahrhunderts. Ihre Auswertung als historische Quelle ist außerordentlich schwierig. So ist es archäologisch gesichert, dass es vor den heidnischen norwegischen Einwanderern dort auch christliche Pikten gab. Die Orkneyinga saga erwähnt die Pikten überhaupt nicht und versucht den Eindruck zu vermitteln, als ob Olav Tryggvason das Christentum auf die Orkneys gebracht habe. Im zweiten Kapitel wird der piktische Jarl Melbrikta (Máelbrigte Tusk, Máel Brigte of Moray) erwähnt, nicht aber, dass er Christ war. Der Tod Sigurds wird auf magische Eigenschaften von Melbriktas giftigen Zähnen zurückgeführt, die ihn verletzten, als er mit dem Kopf als Trophäe am Sattel heimritt. Die politischen Verhältnisse der Handlungszeit wie die Konflikte des 9. Jahrhunderts einschließlich des Danelags in England sind in der Orkneya saga nicht erwähnt.
Das Verhältnis zwischen Skandinaviern und Pikten ist umstritten. Die Archäologin Anna Ritchie schloss aus den archäologischen Funden auf ein friedliches Nebeneinander von Skandinaviern und Pikten, Brian Smith sieht den Verlust aller piktischen Ortsnamen als Beweis der gewaltsamen Unterdrückung der piktischen Bevölkerung und Kultur.
Orkney bezeichnete im Mittelalter nicht die Inseln, sondern das Jarltum Orkney. Um 1050 war Þorfinnur der Mächtige Jarl auf Orkney. Sein Herrschaftsbereich umfasste Nordschottland (Caithness, Sutherland), Shetland und die Hebriden. Er erstrebte ein eigenes Reich von Shetland bis zur Insel Man mit einer parallelen kirchlichen Organisation (Königreich der Inseln). Dieses Gebilde zerfiel aber unter seinen Söhnen. Stattdessen gewannen schottische Familien Einfluss auf Orkney. Im 12. Jahrhundert wurden sogar schottische Bischöfe eingesetzt. Es entstanden dann zwei Jarltümer: Orkney-Shetland unter norwegischer, Caithness unter schottischer Oberhoheit. 1231 endete die norwegische Jarlslinie in Orkney. Nach der für den norwegischen König Håkon Håkonsson nicht siegreichen Schlacht bei Largs 1263 n. Chr. schwand der norwegische Einfluss auf Schottland und die Orkneys ganz allmählich. Aber Orkney war immer noch das einzige echte erbliche Lehen des norwegischen Reiches. Der Bischofssitz an der Sankt-Magnus-Kathedrale unterstand dem Erzbistum in Nidaros und war der einzige Bischofssitz in den norwegischen Tributländern, der ein eigenes Domkapitel besaß. Um 1350 war die Verbindung zu Norwegen noch stark. Das hing damit zusammen, dass Jarl Erengisle Sunesson, ein schwedischer Adliger, keine Lehnsgüter in Schottland hatte. Sein Schwiegervater Malise von Strathearn war der letzte Jarl, der zugleich Jarl von Caithness war. Das Jarltum auf Orkney wurde offenbar nach privatrechtlichen Regeln vererbt. Malisle hatte nur Töchter. Diese konnten zwar nicht selbst Jarle werden, aber durch sie konnte das Jarltum an ihren Ehemann gelangen. Erengisle war mit der ältesten Tochter Malisles verheiratet und kam so zum Jarlsrang. Erengisle gehörte zum schwedischen Adelsgeschlecht, das um Erik Magnusson den Aufstand gegen dessen Vater Magnus betrieb. Mit dem Vergleich zwischen Vater und Sohn war Erengisle nicht länger norwegischer Erblehnsmann. Seine Frau, über die er das Jarltum hatte, starb kinderlos. Erengisle behielt zwar Rang und Titel, aber das Lehen ging an die Söhne seiner Schwägerinnen. Von diesen war aber noch keiner mündig. So kam der Sysselmann Håkon Jonsson und stützte die norwegische Königsmacht. Zu dieser Zeit kam es zum Konflikt zwischen der Königsmacht und der Kirche, dessen Grund nicht genau bekannt ist. Håkon Jonsson repräsentierte den König, der schottische Bischof Viljalm die Kirche. Er stand im Loyalitätsverhältnis zum schottischen König. 1369 kam es zwischen beiden zu einem Vergleich. Danach musste der Bischof 141 Nobel bezahlen und versprechen, geistliche Ämter nur noch an Einheimische aus Orkney und Shetland zu vergeben. Auch die übrigen norwegischen Bischöfe waren gehalten, einheimische Geistliche anzustellen. Das lässt den Rückschluss zu, dass Bischof Viljalm schottische Landsleute mitgebracht hatte, denen er die besten Pfründen verschafft hatte. Die 141 Nobel könnten mit dem Frieden von Perth von 1266 zusammenhängen, in welchem Magnus lagabætir die Insel Man und die Hebriden an Schottland gegen Zahlung von 4000 Mark Sterling und einer jährlichen Abgabe von 100 Mark übergeben hatte. Aller Wahrscheinlichkeit nach wurden diese 100 Mark an den Bischof an der Sankt-Magnus-Kathedrale zur Weiterleitung an den norwegischen König bezahlt und waren von diesem unterschlagen worden.
Das norwegisch-dänische Krongut auf den Orkneys – d. h. das betreffende Land und die aus dem Land erwachsenden Rechte – gelangte als Sicherheitsleistung für die Mitgift der Tochter des dänischen Königs Christian I. 1469 unter die Kontrolle Schottlands, als diese König James III. von Schottland heiratete.

### Orkney als Teil Schottlands
1468 wurden die Orkneys vom Königreich Schottland annektiert und in die allgemeine Reichsverwaltung integriert. Die Jarltümer erloschen. 1472 gingen die Inseln vom Erzbistum Nidaros auf das Erzbistum St. Andrews über. Als Christian III. von Dänemark und Norwegen 1555 eine Flotte von mehr als 125 Schiffen ausrüstete, die aus dem Öresund – vermutlich zur Freibeuter-Bekämpfung – in die Nordsee auslief, vermutete man bei der Hanse, aber auch in Frankreich und Schottland dahinter seine Absicht, die „Orkaden“ zurückerobern zu wollen.
Die Sprache der skandinavischen Herrscher auf den Orkneys wandelte sich allmählich zum Norn, einem Dialekt, der dann im 17. Jahrhundert ausstarb. Gleichwohl wurden lange Zeit noch die traditionellen Bindungen an Norwegen gepflegt. So waren in den Jahren 1613–1650 noch 78 Bürger der Orkneys in Bergen registriert. Die frühneuzeitlichen Abschriften der Orkneyinga saga wurden in Bergen erstellt.
Die Reformation zerstörte die wirtschaftlichen Grundlagen der Kirche. Ihr Besitz wurde an einflussreiche Familien am schottischen Königshof verteilt. Die Stewart Earls Robert und Patrick herrschten bis 1615 über Orkney. In diesem Jahr wurde Patrick enthauptet. Der Vorwurf lautete Kollaboration mit Dänemark und Anwendung falscher Maße und Gewichte. Man geht davon aus, dass hier gegen die schottische Krone an alten Traditionen festgehalten wurde. In den folgenden Jahrhunderten konzentrierte sich der Landbesitz bei wenigen Familien, den sogenannten lairds. Am Ende der Regierungszeit der Königin Viktoria betrieben nur noch 10 % der Bauern die Landwirtschaft auf eigenem Land. Zwischen 1780 und 1830 kam es zu einem Aufschwung, als aus Kelp in großen Mengen Natriumcarbonat und Kaliumcarbonat gewonnen wurden. 1848–1880 kam es zu einer Agrarrevolution mit ebenfalls beträchtlichen Einnahmen, die die letzten Überbleibsel bäuerlicher Traditionen und Familienkulturen zerstörte. Danach schrumpften die Einkünfte wieder, das wirtschaftliche Interesse wandte sich der Industrie zu, und das Interesse am Landbesitz in Orkney schwand. Die Großländereien wurden aufgeteilt und in kleinen Flächen den einheimischen Bauern verkauft (ownership revolution).
Im Zweiten Weltkrieg spielten die Orkneys eine nicht unbedeutende Rolle. Die Zahl der dort stationierten Soldaten überstieg die der einheimischen Bevölkerung um ein Vielfaches. Dies führte zu großem wirtschaftlichen Aufschwung. Daraufhin zogen zahlreiche Ortsfremde auf die Orkneys.
Heute sind nur noch halb so viele Personen in der Landwirtschaft tätig wie in den 1920er Jahren. Von jeher gelten die Orkney-Bewohner als Bauern, die ein wenig Fischfang, die Shetlander als Fischer, die ein wenig Landwirtschaft betreiben. Neue Arbeitsplätze entstanden vor allem in der Verwaltung, der Ölindustrie und in der Touristik.
Im Juli 2023 wird in Medienberichten mit Verweis auf ein Interview mit der BBC berichtet, dass ein Antrag auf die Prüfung anderer Regierungsformen mit der Option einer Rückkehr zu Norwegen als 'selbstverwaltetes Territorium' eingebracht wurde. Britische Medien sprachen in Anlehnung an den „Brexit“ von einem möglichen „Orkxit“.

## Geographie
Scapa Flow ist ein kleines Binnenmeer im Süden des Archipels. Die zahlreichen Naturhäfen an allen Küsten prägten nicht nur die Wirtschafts- und Militärgeschichte der Inselgruppe in allen historischen Epochen, sondern auch die des gesamten Vereinigten Königreichs. Zu nennen sind etwa:

Scapa Flow mit den wichtigsten Buchten, Häfen und Landeplätzen (vgl. nebenstehenden Text)

- Osmundswall, South Walls / Hoy, Hamnavoe (heute Stromness), Houton, Orphir, Scapa und Holm, alle The Mainland und St Margaret’s Hope / South Ronaldsay als wichtige Landeplätze der Wikinger, Schutzhäfen ihrer Flotten und Handlungsorte der Orkneyinga saga.
- Longhope, South Walls / Hoy als Schutzhafen der Fahrt „Achter rum“,[30] Sammelplatz der kontinentalen Walfänger der Grönlandfahrt und später – befestigt durch die Martello-Türme und Artilleriebatterien von Hackness North und Hackness South – als Sammelplatz der blockadebrechenden Konvois zur Zeit der Kontinentalsperre durch Napoleon.
- Stromness als port of last call (letzter zur Versorgung anzulaufender Heimathafen) der britischen Admiralität, insbesondere ihrer Expeditionsfahrten unter Drake, Bligh, Franklin u. a., als Stützpunkt und wohl wichtigster Rekrutierungsstandort der Hudson’s Bay Company oder als einer der wichtigsten Hafenstandorte verschiedener Fischerei-Booms vom 16. bis 19. Jahrhundert mit bis zu weit mehr als 10.000 Saisonarbeitern und -arbeiterinnen in den Verarbeitungsbetrieben an Land.
- Lyness / Hoy als Heimathafen und Basis der Grand Fleet im Ersten Weltkrieg, Lyness und Flotta als Heimathafen und Basis der Home Fleet im Zweiten Weltkrieg und Schauplatz der Selbstversenkung der internierten kaiserlich-deutschen Flotte im Seegebiet unmittelbar östlich der Inseln Cava und Rysa Little am 21. Juni 1919.
- Scapa Bay im nordöstlichen Teil der Flow. In der Nacht zum 14. Oktober 1939 drang das deutsche U-Boot U 47 unter Kommandant Günther Prien in die mittlerweile stark gesicherte Scapa Flow ein und versenkte das britische Schlachtschiff Royal Oak, die als Flak-Batterie vor Kirkwall lag und sonst nur noch als Ausbildungsschiff und für Aufklärungsfahrten diente. Dabei starben 833 britische Seeleute.
- Flotta mit dem Flotta Oil Terminal, der ab 1970 auf den Flächen der ehemaligen Marinebasis entstand und heute zweitwichtigster Landeplatz für die Rohölförderung aus den Erdölfeldern der Nordsee ist.
- Fährverbindungen der Inselgruppe an das schottische Festland und zwischen den Inseln:
  - NorthLink Ferries ist ein staatlich unterstütztes Unternehmen, das die Strecken zwischen Stromness (Orkney) und Scrabster (schottisches Festland) sowie zwischen Aberdeen und Lerwick, Shetland (wobei Kirkwall, Orkney auch angelaufen werden kann) bedient[31]
  - Pentland Ferries ist ein privates Unternehmen, das Auto- und Passagierfähren zwischen St Margaret’s Hope (Orkney) und Gills Bay (schottisches Festland) betreibt[32]
  - John O' Groats Ferries unterhielten bis 2023 zwischen Mai und September die Strecke zwischen Burwick auf South Ronaldsay und John o’ Groats (schottisches Festland)[33]
  - Orkney Ferries, im Besitz des Orkney Islands Council, ist die Fährgesellschaft, die zwischen den Inseln der Orkneys verkehrt[34]

Vier der Südinseln (Lamb Holm, Glims Holm, Burray und South Ronaldsay) werden heute durch die so genannten Churchill Barriers verbunden. Im Zweiten Weltkrieg hatte Winston Churchill sie bauen lassen, um deutschen U-Booten die Durchfahrt unmöglich zu machen.

## Geologie und Morphologie
(Hinweis:)

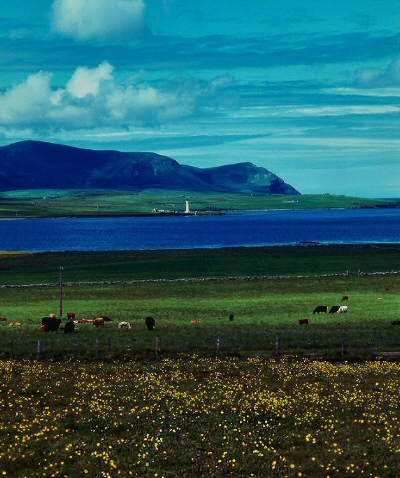
Blick von West Mainland (Cairston Farm) über die Insel Graemsay (mit Leuchtturm Hoy High) auf die Höhen der Insel Hoy

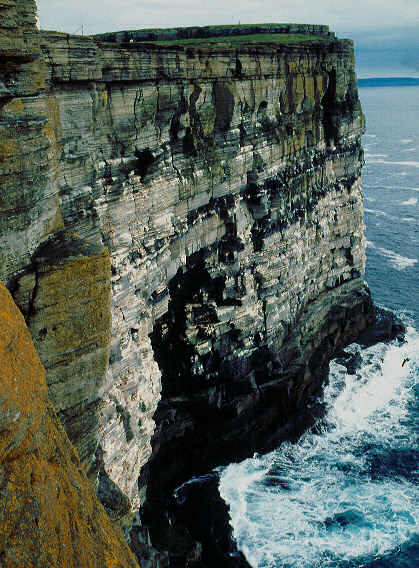
Kliffs bei Noup Head, NW Westray – hier graue Rousay flags

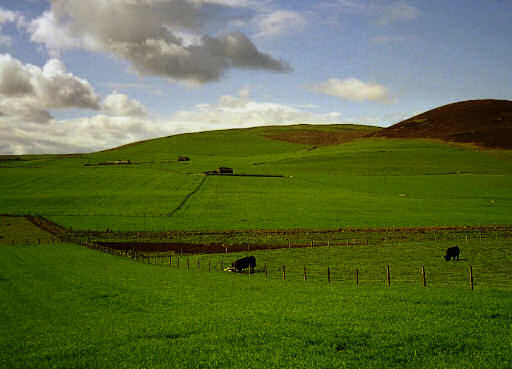
Grünlandwirtschaft auf den Böden der hier relativ tiefgründig verwitterten Stromness flags, Yesnaby, West Mainland

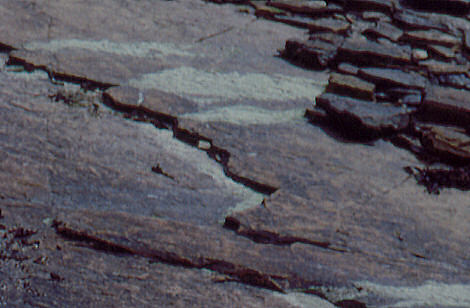
Felsstrand aus harten Stromness flags im Bereich Warbeth Beach (Stromness Outertoon), West Mainland

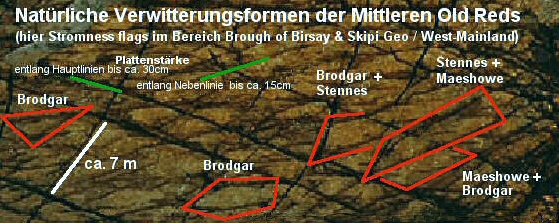
Natürliche Verwitterungsformen des Middle Old Red Sandstones – hier im Küstenbereich zwischen Birsay und Skipi Geo, West Mainland. Markiert sind einige der markantesten Formen, wie sie in wichtigen neolithischen Kulturdenkmalen verbaut sind.

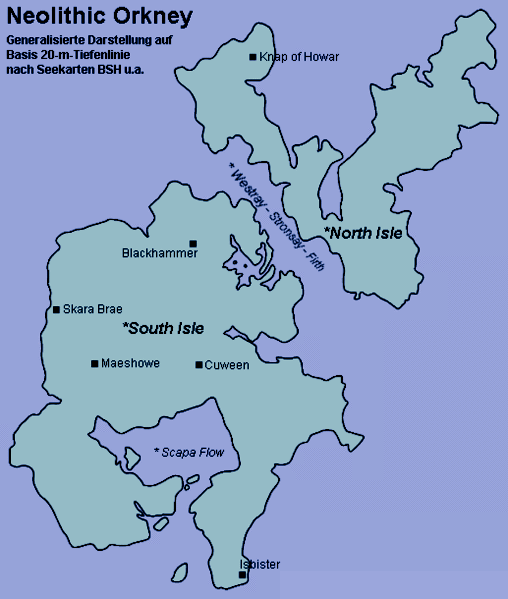
Landmassen des neolithischen Orkney auf der Basis der 20-m-Tiefenlinie.

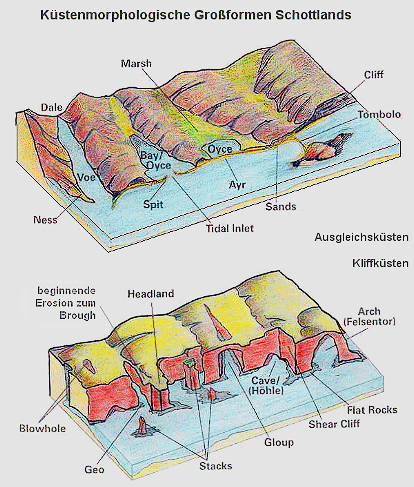
Küstenmorphologische Großformen an den schottischen Ausgleichs- und Kliffküsten

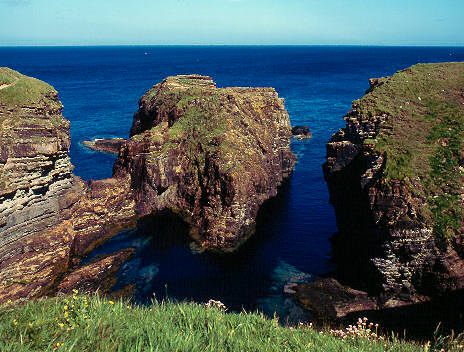
Der 'Brough of Deerness', Deerness, Ost Mainland – ein headland im Übergang zum tidal island

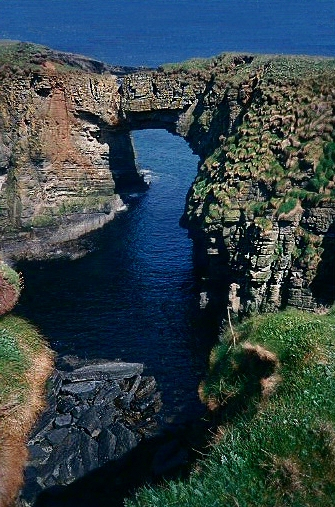
Felsentor des Gloup (Blasloch) Vat of Kirbister, Stronsay

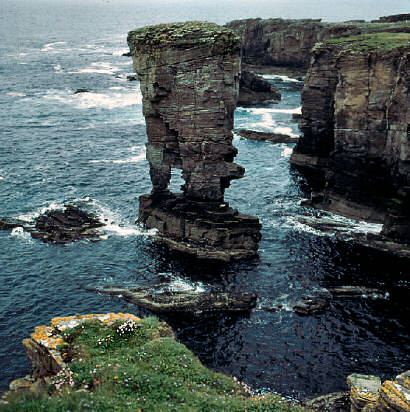
Das stack Yesnaby Castle, West Mainland – Eine ganz ähnliche Form als stack mit arch wird noch im 18. Jh. für die Felsennadel des Old Man of Hoy beschrieben, deren Namen sich wohl auch von dem ursprünglichen Aussehen ableitet.

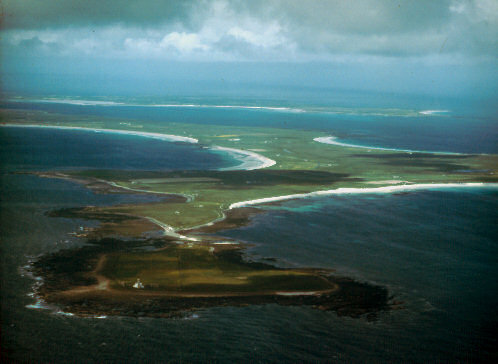
Im Vordergrund (am Felsstrand erkennbar) einer der Felskerne (Start Point), im Hintergrund die nacheiszeitlichen Sandstrände und Dünenfelder im Osten der Insel Sanday.

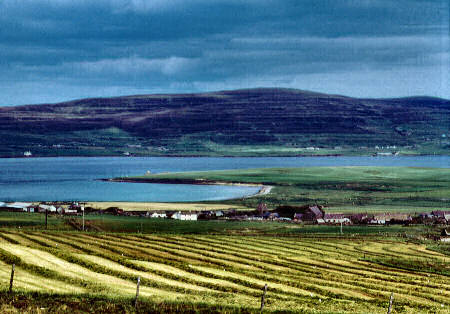
Blick über Evie Village auf die Halbinsel Aikerness (Broch von Gurness am Ende der Landzunge im Bildmittelgrund) und auf die jenseits des Rousay Sounds liegende Insel Rousay – Im Südhang der Insel sind trotz dem zwischenzeitlich erfolgten Bewuchs deutlich die Spuren von Gletscherschliff zu erkennen, durch den die unterschiedlich harten Schichten der Rousay flags herauspräpariert wurden.

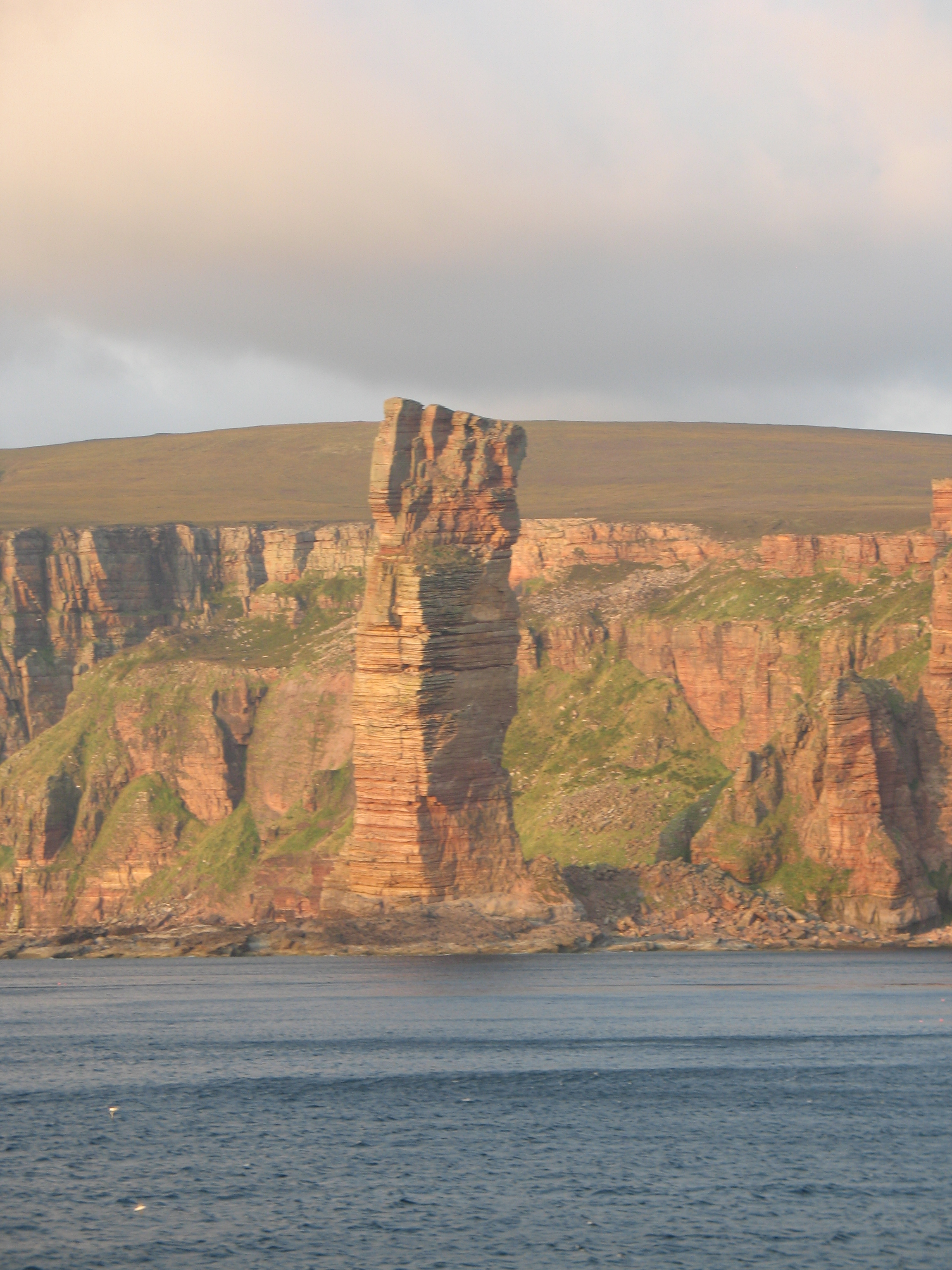
Der Old Man of Hoy, gesehen von der Pentland-Fähre

Bei den Gesteinen, aus denen die Inseln aufgebaut sind, handelt es sich im Wesentlichen um Sedimente aus dem Paläozoikum, die Middle Old Red Sand- & Flagstones, die im Devon gebildet wurden. Zu nahezu 100 Prozent sind die Gesteine der Orkney group und der Caithness group zuzuordnen, feinkörnige bis mittelgrobe Sandsteine, die im Süß- und Brackwassermeer des Orcadian Basin abgelagert wurden.
Stratigraphisch sind im Wesentlichen zu unterscheiden:
- die (jüngeren) Hoy sandstone, im Vorkommen beschränkt auf den größten Teil der Insel Hoy
- unter den Middle Old Red Sand- & Flagstones
  - die Eday beds mit Vorkommen auf Eday, West-Sanday und -Stronsay, Ost-Shapinsay, im zentralen und östlichen The Mainland, auf Burray, Süd-Hoy und dem größten Teil von South Ronaldsay
  - die Rousay flags, die Inseln Rousay, Egilsay, Wyre, Gairsay, Westray, Papa Westray und North Ronaldsay komplett, die größten Teile von Sanday, Stronsay und Shapinsay bedeckend und mit großflächigen Vorkommen im zentralen und östlichen Teil von The Mainland, mit kleineren Vorkommen in Süd-Hoy/South Walls sowie auf den Inseln der Scapa Flow
  - die Stromness flags im größten (westlichen) Teil von West-Mainland und im Norden der Insel Hoy sowie auf Graemsay
- der (ältere) Basement complex, der allerdings nur sehr kleinräumig in einem Bogen etwa von Rackwick/Hoy über Nord-Graemsay, den Bereich Stromness und bei Yesnaby, beide auf The Mainland, in Erscheinung tritt.

Die Schichten des Old Red Sandstone wurden im Bereich der Orkneys nie gefaltet, wohl aber entlang mehrerer Linien gebrochen, dabei minimal verworfen. Fast überall liegen die Schichtpakete nahezu horizontal, was vor allem im Bereich der Westküste von The Mainland (zwischen Warbeth Beach westlich Stromness bis Skipi Geo im Norden), aber auch rund um North Ronaldsay oder an der Ostküste von Sanday zur Ausbildung großflächiger, ebener Felsstrände und der Skerries, flacher, selbst bei Ebbe kaum über den Meeresspiegel ragender Felsriffe führte.
Die fehlende Faltung erklärt auch die geringen Höhen der Hügel auf den Orkneys (höchste Erhebung: Ward Hill, Hoy mit 479 m). In den Hügellandschaften auf Hoy oder Rousay wurden die einzelnen Bruchstücke der Schichtpakete des Old Red infolge der Gebirgsbildungsprozesse außerhalb der Region (etwa der Caledonischen Gebirgsbildung) in unterschiedlichem Maße gehoben. Im Verlauf der tertiären und quartären Eiszeiten frästen sich die Gletscherströme entlang natürlicher Schwächezonen durch die ansonsten ungestörten Schichtpakete, wodurch die heute sichtbaren Hohl- und Vollformen (Berge und Täler) modelliert wurden.
Farblich variieren die Gesteine je nach Entstehungszeit und -bedingungen zwischen verschiedenen Grau-, Gelb- und Rot- bis Rotbraun-Tönen, was sich immer wieder auch an topographischen Namen zeigt: Red Geo/Hoy, Red und Grey Head/Eday. Einige Formationen sind stark fossilienführend; so haben z. B. die zahlreichen Funde von Quastenflossern und Panzerfischen in den Stromness Beds (Hauptfundort: Quoyloo Quarry) Weltgeltung. An anderen Stellen wie im Bereich der Küste von Yesnaby/West-Mainland prägen kleinteilige Korallenstöcke, die aufgrund ihrer Verwitterungsformen auch horse teeth formations genannt werden, das Bild der Oberfläche.
Die Gesteine des Old Red Sandstone, die auf den Orkneys vorkommen, sind relativ „weich“, d. h. verwitterungsanfällig, so dass sich auf den Inseln ähnlich wie im benachbarten Caithness auf dem Festland und im deutlichen Unterschied zum übrigen Nordschottland vergleichsweise gute Böden entwickelt haben. Sie begründeten in den Ruf der Inselgruppe als „Kornkammer Nordschottlands“ und liefern heute die Grundlage für eine intensive Grünlandwirtschaft mit dem Produktionsschwerpunkt Rinderzucht.
Häuser, Wände und selbst das Mobiliar wurden im Neolithikum aus Stein gefertigt. Leicht zu stapelnde, nahezu quaderförmige Verwitterungsprodukte und leicht zu brechende flagstones, große Platten von nur wenigen Zentimetern Stärke, wurden verwendet. Natürliche Verwitterungsformen spiegeln sich auch in den großen slabs der prähistorischen Kulturdenkmale wider und machen mit ihren Dreiecken, „Chevrons“, abgeschrägten Plattenenden einen Großteil ihres ästhetischen Reizes aus, führen aber gerade auch in populärwissenschaftlichen Veröffentlichungen immer wieder zu gewagten Spekulationen über die „(kunst-)handwerklichen Fähigkeiten und Intentionen“ der Erbauer. Als Fußbodenbelag in den Wohnhäusern, als Straßenpflaster sowie zur Dachbedeckung im ländlichen Bauwesen finden die Orkney flags bis heute als beliebter Baustoff Verwendung.
Der nacheiszeitliche Waldbestand scheint spätestens von den mesolithischen Jägern und Sammlern nahezu vollständig aufgebraucht worden zu sein. Nach 14C-datierten Pollenanalysen auf Mainland begann kurz nach 7040–6830 v. Chr. die Entwicklung von Hasel-Birken-Gebüschen. Diese verschwanden ab 2880–2710 v. Chr. wieder aus dem Landschaftsbild. Einzelne Aschehorizonte in den Bodenprofilen verschiedener Standorte deuten möglicherweise auf Brandrodung im Zuge der frühesten neolithischen Landnahme hin. Das nach 2000 auf Sanday zu Tage geförderte Wurzelwerk größerer Haselbüsche erscheint nach bisherigen Erkenntnissen allenfalls geeignet, das oben beschriebene Gesamtbild nur sehr kleinräumig bis lokal zu modifizieren.
Die Pollenanalyse liefern Indizien, dass bei grundsätzlich gleichem Verlauf der Schwankungen in den Extremen aber nicht die Werte erreicht wurden wie in den Nachbarregionen Shetland und Caithness. Für die Neuzeit ist dies offensichtlich gesicherte Erkenntnis. Es gibt aus Orkney für die Mitte des 17. Jahrhunderts nicht die katastrophalen Berichte wie aus Shetland, wo binnen weniger Jahre ganze Farmen in den rasch zunehmenden Sandstürmen untergingen (blowen to Bergene).
Die derzeitigen Küstenlinien entstanden als Folge des nacheiszeitlichen Meeresspiegelanstiegs einerseits, der Absenkung des Festlandes vor allem im Bereich der Westküsten durch glazialisostatische Ausgleichsbewegungen andererseits. Nach der „10-fathom submarine contour“, entsprechend etwa der 20-Meter-Tiefenlinie, der neolithische Küstenlinie, bestand der damalige Archipel nur aus zwei Inseln. Die Südinsel bestand aus dem Mainland und fast allen südlich vorgelagerten Inseln mit einer kleineren Bucht, Scapa Flow und einer keinen Kilometer entfernten stark gegliederten Nordinsel mit den restlichen Inseln des heutigen Archipels.
Durch die zuvor genannten Prozesse bildeten sich auch die heutigen, großen „Binnenseen“ West-Mainlands: In das nach der Eiszeit ursprünglich trockenliegende Becken drang später von Südwesten Meerwasser ein, wodurch eine große Bucht entstand. Nachdem sich in der jüngsten geologischen Vergangenheit Meeresspiegelanstieg, Landabsenkung und die zunehmende Verlandung im Übergang zum Hamnavoe (einem nördlichen Ausläufer des Seegebiets Scapa Flow) die Waage hielten, süßten die Lochs von Harray und Stenness in zunehmendem Maße aus. Beide Lochs haben aber noch eine Verbindung zum Meer, wenngleich der Wasseraustausch von Süd-Ost nach Nord-West praktisch gegen Null geht.
Die Lochs von Harray und Stenness scheinen noch im Neolithikum, als die henge monuments von Stenness, Brodgar und Bookan errichtet wurden, in weiten Teilen trockengelegen zu haben; allenfalls bestanden recht kleine Binnenseen am Grunde der großen, zentralen Mulde West-Mainlands, in denen sich das Wasser der umliegenden Bäche sammelte. Geophysikalische Untersuchungen im Bereich des UNESCO-Weltkulturerbes auf der Landzunge von Brodgar aus den Jahren 2004/2005 zeigen im heutigen Seeboden einige klare Anomalien, die als zurückgelassene Steine auf dem direkten Transportweg zwischen den Denkmalen und den wahrscheinlichen Steinbrüchen von Vestra Fiold (nördlich von Skara Brae) interpretiert werden.
Über den gesamten Archipel betrachtet, sind Erosions- bzw. Kliffküsten und Ausgleichsküsten mit einem Anteil von jeweils rund einem Drittel etwa gleich stark vertreten. Sie repräsentieren mit wenigen Ausnahmen den gesamten Formenschatz (Graphik zu den Formen), der in Schottland und darüber hinaus in Europa zu beobachten ist. Im Bereich der Kliffküsten fehlen derzeit nur die blowholes als Übergangsform zwischen Küstenhöhle und Gloup. Einige der morphologischen Großformen entlang der Steilküsten von Orkney gehören zu den schönsten natürlichen Sehenswürdigkeiten ihrer Art, die Schottland zu bieten hat. Von den stacks, den Felsnadeln, gehören dazu der Old Man of Hoy mit beeindruckenden 137 m Höhe und das Yesnaby Castle vor der Westküste von The Mainland. Zu nennen wären ferner an der Westküste von Deerness / Ost-Mainland The Gloup (genaugenommen schon im Entwicklungsstadium einer geo) und das benachbarte headland des Brough of Deerness (kurz vor dem Übergang zu einem tidal island vergleichbar dem Brough of Birsay), vor allem aber auch die Vat of Kirbister, einer gloup im Altersstadium, bei der die ehemalige Höhlendecke reduziert ist auf ein gewaltiges Felsentor über dem ehemaligen Höhleneingang (siehe Fotos zu ausgewählten Formen).
Im Bereich der Ausgleichsküsten sind für den Laien die vorhandenen tombolo etwa zwischen Hoxa und South Ronaldsay oder Hunda und Burray nur schwer zu erkennen, weil entweder die natürliche Entwicklung so weit fortgeschritten ist, dass sie wie Reste von größeren Landbrücken erscheinen, oder weil sie stark anthropogen (etwa durch Straßenbauten) überformt sind.
Während der letzten Eiszeit (Devensian) befand sich Orkney in einer Eisrandlage und war wohl nicht mehr vollständig mit Gletschern bedeckt. Man kann dies nicht nur aus den glazialisostatischen Ausgleichsbewegungen schließen, sondern auch aus der Tatsache, dass mindestens eine Blütenpflanze, die extrem kleinwüchsige Primula scotica orcadensis, an mehreren Standorten die Eiszeit überlebt hat. Strittig diskutiert wird die Befundlage für die Insel Hoy. Aufgrund einiger morphologischer Formen in den Hanghochlagen von Ward Hill und Cuilags, die als Reste ehemaliger Gletscherkare interpretiert werden, vermuten einige Experten hier ein eigenes Vereisungszentrum.
Die Gletscherströme der letzten Eiszeit folgten durchweg den weitläufig ausgeräumten Tälern, die im Zuge tertiärer Vereisungen angelegt worden waren. Besonders deutlich wird dies im mittleren und östlichen Teil von The Mainland und über die Insel Shapinsay hinweg (dort überwiegend von Nord-Nordost nach Süd-Südwest streichend) sowie zwischen dem Nordwesten von The Mainland und der Insel Rousay (dort von Ost nach West streichend). Soweit nicht nacheiszeitlich überflutet, durch Winderosion abgetragen oder durch landwirtschaftliche Aktivitäten überformt, finden wir in diesen Regionen noch die deutlichsten Beispiele aus dem glazialen Formenschatz: großflächige Spuren glazialer Erosion, von Gletscherschliff und Moränenresten an den Südflanken der Höhen von Rousay oder die Drumlins auf Shapinsay.
Von besonderer Bedeutung für das Landschaftsbild und die Kulturlandschaftsentwicklung sind die Prozesse und Formen spät- und nacheiszeitlicher aeolischer Erosion und Sedimentation. Durch sie entstanden z. B. die „Hochländer“ insbesondere der nördlichen Inseln. Dabei handelt es sich um mehr oder weniger stark aufgedünte Moränen- oder Felskerne, die seit alters her bevorzugt als Siedlungsplätze genutzt wurden. Mit mehreren Holland Farmen, davon die bekanntesten auf Papa Westray und North Ronaldsay, den Houllands auf The Mainland und andernorts, sind sie bis heute über Orts- und Gemarkungsnamen identifizierbar.
Wichtigstes Gesamtprodukt dieser Prozesse ist jedoch die Insel Sanday. Bei der Sandinsel, wie der Name wörtlich übersetzt lautet, handelt es sich um mehrere aufgedünte, flache Felskerne, die vergleichbar den benachbarten Skerries heute nur wenig über den Meeresspiegel hinausragen würden. Erst als Folge küstenparallelen Sandtransports durch Strandwälle, nachfolgend durch Nehrungen (ayers) miteinander verbunden und darauf folgend insgesamt verlandet und weiter aufgedünt, entstand die Insel mit ihrer bizarren Form, die sie deutlich von allen anderen Orkneyinseln unterscheidet. Rund 30 % der heutigen Insel entstanden durch Sandtransport. All diese Prozesse sind bis heute in hohem Maße aktiv. Darum wurde die Osthälfte der Inseln einschließlich der ausgedehnten reinen Sandwattgebiete der Cata Sands und im Otters Wick als RAMSAR-Site East Coast of Sanday unter Schutz gestellt.
Orkney verfügt über eine ganze Anzahl von Sites of Specific Scientific Interest (SSSI). Dies sind begrenzte Gebiete, die aufgrund ihrer geologischen und/oder biologischen Bedeutung den umfassendsten Schutz durch das britische/schottische Naturschutzrecht genießen. Von diesen sind besonders erwähnenswert die
- Northwaa SSSI / Sanday, eine komplexe Mischung aus fossilen und aktiven Dünen im Norden der Insel mit einer sehr differenzierten, für diese geographischen Breiten ungewöhnlichen Vegetation
- The Loons SSSI im Nordwesten von The Mainland, ein langsam verlandender Binnensee in einer kleinen Deflationswanne, der in älteren Verlandungszonen seit einigen Jahren Ansätze zur Hochmoorbildung zeigt

und
- Aikerness SSSI auf der gleichnamigen Halbinsel in Nord-Mainland. Hier können Aeolionite im status nascendi beobachtet werden, d. h. fossile Dünen im Übergang zu einem sehr porösen Kalksandstein, wobei der aus gleichzeitig mit dem Sand verwehtem Muschelbruch ausgelöste Kalk als Bindemittel dient.

Von den nicht geschützten, von Laien zugleich als wenig spektakulär wahrgenommenen, geomorphologischen Phänomenen bzw. Formen muss mindestens die Rousay storm coast angesprochen werden. Storm coasts bilden sich aus, wenn im Zusammenspiel von Brandung und Wind Gesteinstrümmer vom Fuße eines Kliffs in die Höhe und über die Kliffkante hinweg ins Hinterland transportiert werden. Zu beobachten ist eine solche storm coast an der Westküste der Insel Rousay etwas südwestlich von Sacquoy Head. Auch wenn die hier wirksamen Kräfte deutlich geringer sind als beim wichtigsten Storm-coast-Vorkommen in Schottland (Eshaness/Shetland), so reichen sie doch aus, um regelmäßig bis zu fußballgroße Trümmer über die hier 40 bis 60 Meter hohen Klippen zu schleudern und sie nach Größe sortiert auf dem Land abzulagern: Je weiter sie von der Kliffkante entfernt sind, desto kleiner sind die Steine.

## Klima
|                       | Jan | Feb | Mär | Apr | Mai  | Jun  | Jul  | Aug  | Sep  | Okt  | Nov | Dez |   |      |
| Mittl. Tagesmax. (°C) | 5,6 | 5,7 | 7,0 | 9,1 | 11,6 | 13,9 | 15,6 | 15,6 | 13,8 | 11,0 | 8,4 | 6,7 | ⌀ | 10,4 |
| Mittl. Tagesmin. (°C) | 1,7 | 1,6 | 2,6 | 3,5 | 5,8  | 8,0  | 10,1 | 10,3 | 9,0  | 6,8  | 4,6 | 3,2 | ⌀ | 5,6  |
|                       |     |     |     |     |      |      |      |      |      |      |     |     |   |      |
| Niederschlag (mm)     | 94  | 81  | 68  | 53  | 48   | 48   | 67   | 73   | 76   | 106  | 104 | 107 | Σ | 925  |
|                       |     |     |     |     |      |      |      |      |      |      |     |     |   |      |
| Sonnenstunden (h/d)   | 1,1 | 2,1 | 3,2 | 5,0 | 5,5  | 5,7  | 4,4  | 4,2  | 3,8  | 2,5  | 1,3 | 0,8 | ⌀ | 3,3  |
|                       |     |     |     |     |      |      |      |      |      |      |     |     |   |      |
| Regentage (d)         | 18  | 12  | 13  | 9   | 7    | 7    | 8    | 10   | 14   | 16   | 17  | 18  | Σ | 149  |
|                       |     |     |     |     |      |      |      |      |      |      |     |     |   |      |
| Luftfeuchtigkeit (%)  | 86  | 86  | 85  | 83  | 84   | 85   | 88   | 88   | 87   | 87   | 86  | 87  | ⌀ | 86   |

| 1,7 |

| 1,6 |

| 2,6 |

| 3,5 |

| 5,8 |

| 8,0 |

| 10,1 |

| 10,3 |

| 9,0 |

| 6,8 |

| 4,6 |

| 3,2 |

| 1,7 |

| 1,6 |

| 2,6 |

| 3,5 |

| 5,8 |

| 8,0 |

| 10,1 |

| 10,3 |

| 9,0 |

| 6,8 |

| 4,6 |

| 3,2 |

Orkney hat ein kühl-gemäßigtes Klima (Cfc), das bemerkenswert mild und gleichmäßig ist für ein Gebiet in solchen Breiten, bedingt durch den Golfstrom. Die durchschnittliche Jahrestemperatur beträgt 8 °C, die durchschnittliche Temperatur für Winter 4 °C, für Sommer 12 °C.
Der durchschnittliche Regenfall variiert von 850 mm zu 940 mm. Der Wind ist ein Schlüsselmerkmal für das Klima und auch im Sommer lassen sich fast konstante Brisen wahrnehmen. Die Winter sind sehr windig, im Durchschnitt werden Windgeschwindigkeiten von 52 km/h gemessen.
Eine der Touristenattraktionen sind die „nachtlosen“ Sommer. Zur Sommersonnwende geht die Sonne um 03:00 auf und um 21:29 unter. Das lange Zwielicht ist auf den nördlichen Inseln als „simmer dim“ bekannt. Die Winternächte sind lang. Zur Wintersonnwende geht die Sonne um 09:05 auf und um 15:16 unter. Im Winter können gelegentlich Polarlichter am nördlichen Horizont beobachtet werden.

## Wirtschaft
Den stärksten Wirtschaftssektor bilden Landwirtschaft, Fischerei, Bergbau, Energie und Gas mit einer Bruttowertschöpfung von 14 % 2018. In der Landwirtschaft dominieren Weidetierhaltung von Schafen und Rindern, und damit die Produktion von Käse und Fleisch sowie mit den zwei nördlichsten Whiskydestillerien Schottlands auch Herstellung und Export von Whisky. Im Sommer 2023 soll mit der Deerness Distillery eine weitere Destillerie gebaut werden.
Orkney verfügt über beträchtliche Wind- und Meeresenergieressourcen. Obwohl Orkney an das Festland angeschlossen ist, erzeugt die Insel laut einem Bericht aus dem Jahr 2015 über 100 % ihres Nettostroms aus erneuerbaren Energien, hauptsächlich aus Windkraftanlagen, die überall auf Orkney vorhanden sind.
Das Europäische Meeresenergiezentrum (EMEC) ist eine Forschungseinrichtung, die in Billia Croo vor der Westküste von Orkney Mainland ein netzgekoppeltes Wellenkraftwerk und im Fall of Warness vor der nördlichen Insel Eday ein Gezeitenkraftwerk testet. Dieses wurde bei der offiziellen Eröffnung des Eday-Projekts als das „weltweit erste seiner Art, das den Entwicklern von Wellen- und Gezeitenkraftwerken eine zweckmäßige Testanlage zur Verfügung stellt“ bezeichnet.
Im Jahr 2007 begann die SSE plc in Zusammenarbeit mit der Universität Strathclyde mit der Einrichtung einer regionalen Stromversorgungszone im Orkney-Archipel, die ein „aktives Netzmanagement“ beinhaltet, das eine bessere Nutzung der bestehenden Infrastruktur ermöglicht und weitere 15 MW Strom aus erneuerbaren Energien in das Netz einspeist. 1,5 MW Elektrolyseure bilden eine teilweise Wasserstoffwirtschaft für Wasserstofffahrzeuge. Fernwärme, Netzbatterien und Elektrofahrzeuge nutzen ebenfalls lokale Energie.
Die Orkney-Inseln haben eine der höchsten Verbreitungsraten von Elektrofahrzeugen im Vereinigten Königreich: 2019 sind mehr als 2 % der Fahrzeuge auf den Straßen elektrisch betrieben.

## Sehenswürdigkeiten auf Mainland und den verbundenen Inseln
Andere siehe unter dem entsprechenden Inselnamen
- Scapa Flow
- Burray; Orkney Fossil & Vintage Centre
- Mainland

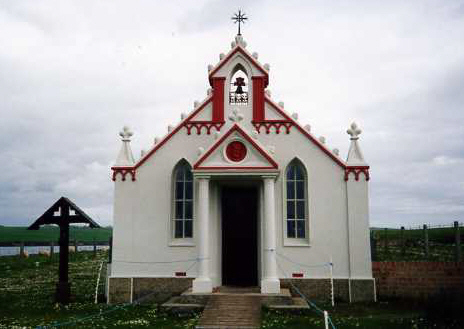
Italian Chapel (Lamb Holm)

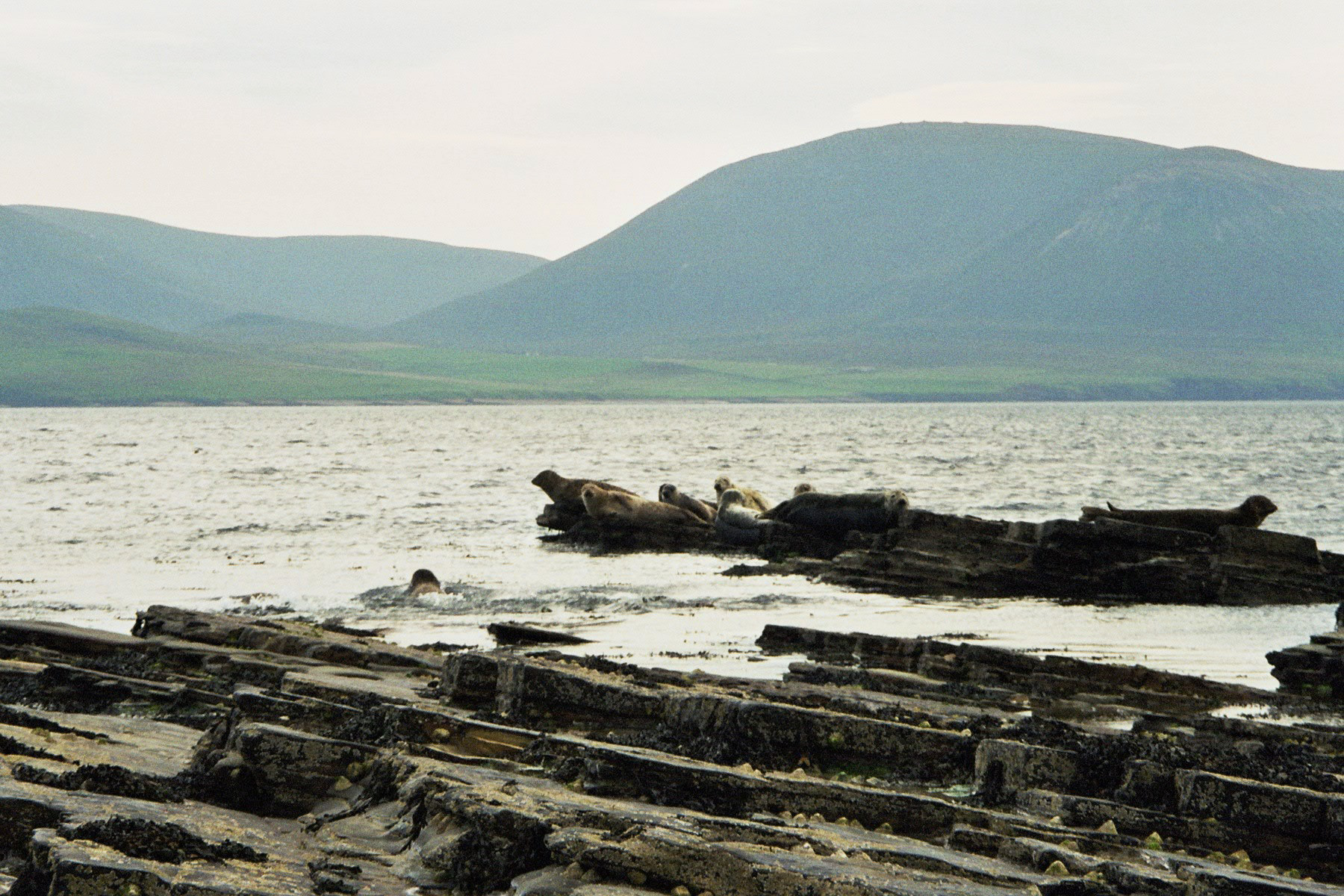
Robben an der Südküste Mainlands. Die Insel im Hintergrund ist Hoy

  - UNESCO-Weltkulturerbe The Heart of Neolithic Orkney
    - Skara Brae Neolithic Settlement
    - Barnhouse Neolithic Settlement
    - Stones of Stenness
    - Ring of Brodgar
    - Ring of Bookan
    - Maeshowe Chambered Cairn
    - Einfriedung bei Sandwick
    - Die Standing Stones des Weltkulturerbes Orkney

  - Brough of Birsay
  - Brough of Deerness
  - Earl’s Palace Birsay
  - Rundkirche von Orphir, Earl’s Bu und Viking Interpretation Centre
  - Barony Mill
  - Grain Earth House Souterrain
  - Rennibister
  - Tormiston Mill
  - Kirbuster Farm
  - Corrigal Farm
  - Broch von Gurness
  - Skaill House
  - Mine Howe
  - Odin Stone
  - Unstan Cairn
  - Kitchener-Turm an der Westküste[59]
  - Pelamis, Wellenkraftwerk bei Stromness
  - Robbenkolonien westlich von Stromness
  - Seevögel-Brutkolonien in den Klippen von Marwick Head und Brough of Birsay (Papageientaucher, Trottellummen, Tordalken, Dreizehenmöwen, Krähenscharben)
  - Die Städte auf Mainland
    - Kirkwall
      - Highland Park (Whiskybrennerei)
      - Scapa-Brennerei
      - Orkney Wireless Museum
      - Orkney Museum, Tankerness House
      - St.-Magnus-Kathedrale
      - Earl’s Palace
      - Bishop’s Palace

    - Stromness
      - Stromness Museum
      - Pier Arts Centre
- Lamb Holm: Italian Chapel
- South Ronaldsay
  - Isbister Cairn Tomb of the Eagles
  - Liddle Burnt Mound; Ancient cooking place
- siehe auch Liste der Kategorie-A-Bauwerke auf den Orkneyinseln

## Persönlichkeiten
- George Mackay Brown (1921–1996), Schriftsteller und Dichter
- J. Storer Clouston, Schriftsteller und Historiker
- Sir Stanley Cursitter, Maler
- Sir Peter Maxwell Davies (1934–2016), Komponist
- John Gow (um 1698–1725), Pirat
- Eric Linklater (1899–1974), Schriftsteller
- Edwin Muir (1887–1959), Schriftsteller
- John Rae (1813–1893), Entdecker des letzten schiffbaren Teils der Nordwestpassage

## Regelmäßige Veranstaltungen
- Das jährliche St.-Magnus-Festival (klassische und zeitgenössische Musik)
- Das jährliche Orkney Folk Festival
- Die Ba’Games (auch Baa Games) von Kirkwall und Stromness (um Weihnachten und Neujahr)

### Vorgeschichte
- J. L. Davidson, Audrey Henshall: The chambered cairns of Orkney: an inventory of the structures and their contents; Edinburgh: University Press, 1989.
- Jane Downes, Sally M. Foster, C.R. Wickham-Jones: The Heart of Neolithic Orkney: World Heritage Site research agenda; Edinburgh: Historic Scotland, 2005.
- Jane Downes, Anna Ritchie (Hrsg.): Sea change: Orkney and northern Europe in the later Iron Age AD 300–800; Balgavies: Pinkfoot 2003.
- Tony Pollard, Alex Morrison (Hrsg.): The Early Prehistory of Scotland; Edinburgh: University Press, 1996.
- Colin Renfrew (Hrsg.): The Prehistory of Orkney; Edinburgh: University Press, 1985.
- Anna Ritchie: The ancient monuments of Orkney; Edinburgh: HMSO, 1995.
- Alan Saville, Torben B. Ballin: An Ahrensburgian-type tanged point from Shieldaig, Western Ross, Scotland, and its implications; Oxford Journal of Archaeology 22/2 (2003), S. 115–131; (Zu der „Ahrensburger“ Rückenspitze).
- Alan Saville: Studying the Mesolithic Period in Scotland: A Bibliographic Gazetteer. In: N. Ashton, * * Nick Ashton, Frances Healy, Paul Pettitt (Hrsg.): Stone Age Archaeology: Essays in Honour of John Wymer; Oxford: Oxbow Books, 1998.

### Geschichte
- Joseph Anderson (Hrsg.): The Orkneyinga Saga; The Mercat Press, 1999; ISBN 1-84183-002-X (englisch).
- Eldbjørg Haug: Margrete. Den siste Dronningen i sverreætten; Oslo 2000.
- Solveig Krüger-Hoge: Shetland, Orkney, In: Reise-Handbuch. Stein, Kiel 1991, ISBN 3-89392-018-8.
- Liv Kjorsvik Schei, Gunnie Moberg: The Islands of Orkney; 2000; ISBN 1-84107-064-5 (englisch).
- Olwyn Owen (Hrsg.): The World of Orkneyinga Saga; Kirkwall: The Orcadian Press, 2005 (englisch).
- Hermann Palsson, Paul Edwards (Hrsg.): Orkneyinga Saga: The History of the Earls of Orkney; Penguin Classics (englisch).
- Wolfgang Schlick: Orkney & Shetland, In: DuMont-Reise-Taschenbücher Band 2188, DuMont, Köln 2000, ISBN 3-7701-4842-8.
- Maria-Claudia Tomany: Destination Viking und Orkneya saga. Probleme der Geschichtsschreibung und regionalen Identität in Orkney. Utz, München 2004. ISBN 978-3-8316-0417-3 (Zugleich Dissertation an der Universität München 2004).
- William P.L. Thomson: The new History of Orkney; 1987, 2001; ISBN 1-84183-022-4 (englisch).

### Geologie
- Adrian M. Hall (Hrsg.): The Quaternary of Orkney: field guide; Cambridge: Quaternary Research Association, 1996.

### Kultur
- Simon W. Hall: The history of Orkney literature, Edinburgh : Donald, 2010, ISBN 978-1-906566-21-0.